# Truncatoflabellum cumingii
Truncatoflabellum cumingii is een rifkoralensoort uit de familie van de Flabellidae. De wetenschappelijke naam van de soort is voor het eerst geldig gepubliceerd in 1848 door Milne Edwards & Haime.